# Víctor Luna
Víctor Emilio Luna Gómez (ur. 27 października 1959 w Medellín, zm. 28 stycznia 2024) – piłkarz kolumbijski grający na pozycji obrońcy. Uczestnik turnieju Copa America 1983 rozgrywanego w Urugwaju.